# Santa Cruz da Graciosa

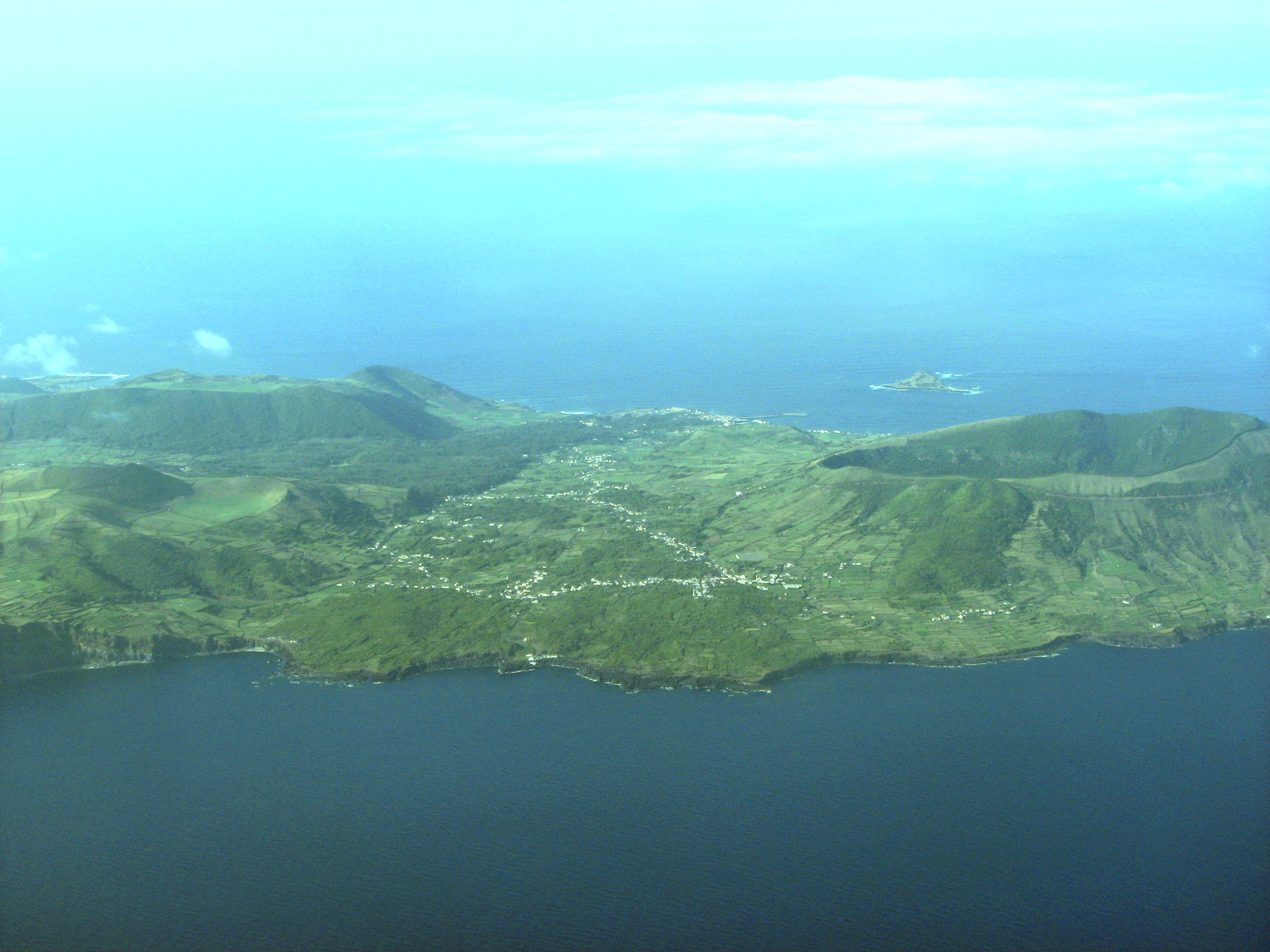
A Graciosa vista do sul. A povoação no centro é a freguesia da Luz; no extremo direito o Maciço da Caldeira.

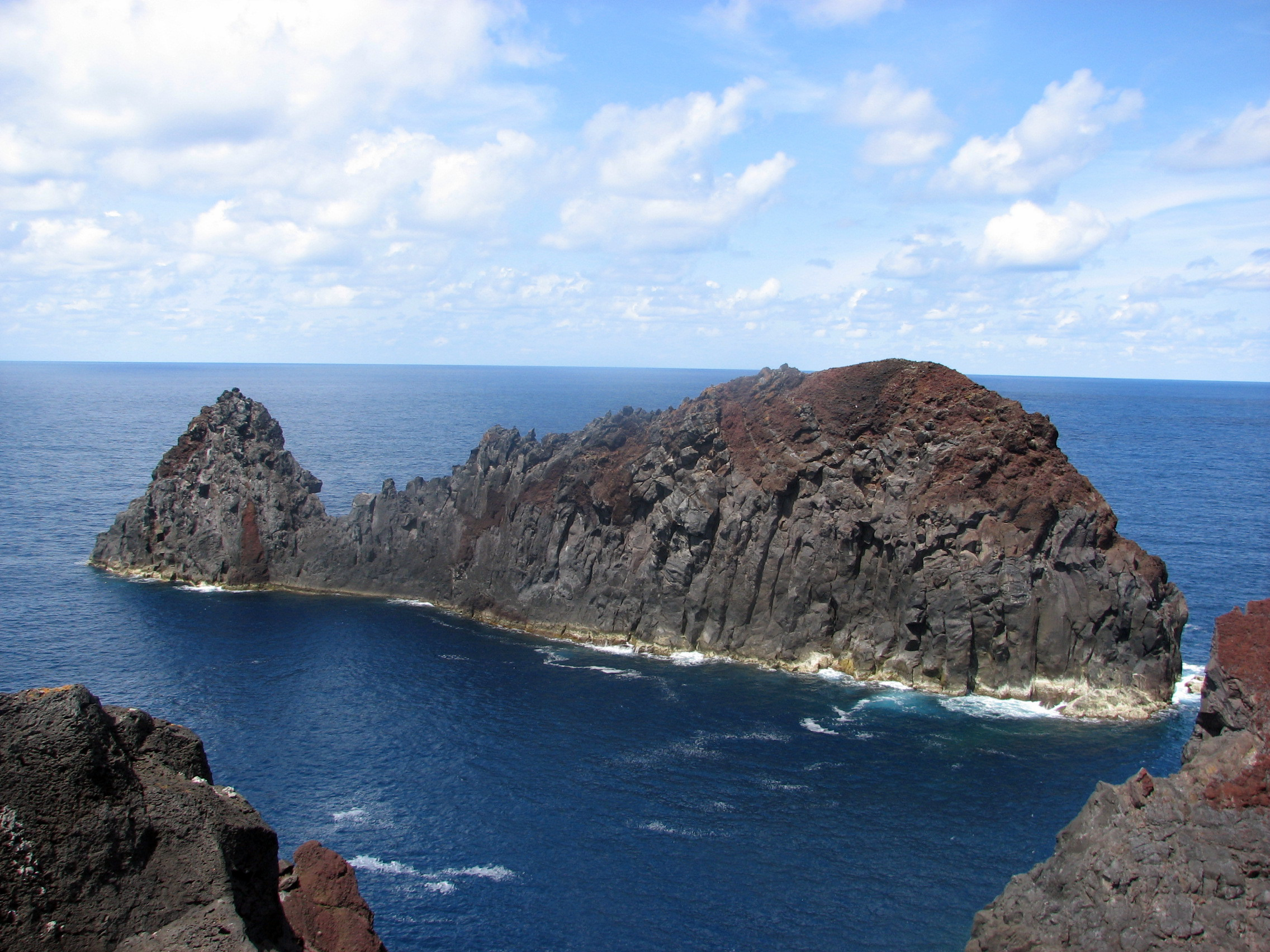
A famosa baleia de pedra da Ponta da Barca (um dique basáltico que resistiu à abrasão marinha).

O Município de Santa Cruz da Graciosa é um município açoriano sito na ilha Graciosa, no Grupo Central do arquipélago, na Região Autónoma dos Açores. 
Fundado em 1486, tem 60,89 km² (incuindo a área dos ilhéus) de área e 4.100 habitantes (2023). Subdividido em 4 freguesias, o território do concelho ocupa a totalidade da ilha Graciosa e seus ilhéus, sendo assim rodeado pelo Oceano Atlântico.
A sede do município é a vila de Santa Cruz da Graciosa, uma localidade situada na costa nordeste da ilha.

## Geografia
O concelho de Santa Cruz da Graciosa ocupa todo o território da ilha Graciosa e seus ilhéus (Ilhéu da Praia, ilhéu de Baixo, ilhéu da Baleia e ilhéu da Gaivota e outros ilhéus menores), perfazendo um total de 60,89 km² de área.
A ilha tem uma forma grosseiramente oval, com 12,5 km de comprimento e 8,5 km de largura máxima. É a menos montanhosa das ilhas açorianas, atingindo 405 m de altitude máxima no bordo sudeste da Caldeira. Esta baixa elevação confere à ilha um clima temperado oceânico, caracterizado pela menor pluviosidade do arquipélago.
O relevo do concelho é em geral aplainado, marcado por numerosos cones de escórias que lhe dão um carácter marcadamente vulcânico, com um relevo mais acentuado na parte meridional

### Geomorfologia
O território da ilha pode ser dividida em quatro unidades geomorfológicas:
- O Maciço da Caldeira, no extremo sueste da ilha, constituído por um vulcão bem conservado, com uma caldeira central bem definida;
- A Serra das Fontes, ao longo da costa nordeste, muito escarpada e muito alterada pela tectónica local;
- O Complexo da Serra Dormida e da Serra Branca, ocupando o terço centro-meridional da ilha, também muito desmantelado e alterado pela tectónica local;
- A Plataforma de Santa Cruz, ocupando a metade noroeste da ilha, caracterizado por um relevo adoçado, com altitude máxima em torno dos 50 m e pontuado por numerosos cones de escórias.

### Património natural
- Ponta da Restinga
- Pico do Coirão
- Serra Dormida
- Pico do Facho
- Quitadouro
- Serra das Fontes
- Pico Timão

## História
Após o estabelecimento do primeiro núcleo populacional no Carapacho, zona de costa baixa e abrigada no extremo sudoeste da ilha, face à pouca fertilidade dos solos na zona e à sua vulnerabilidade em relação ao mar, os primeiros povoadores buscaram o interior da ilha, explorando os seus solos férteis e aplainados.
Em poucos anos os principais núcleos populacionais estavam estabelecidos na costa nordeste da ilha, aproveitando as facilidades de desembarque que Praia da Graciosa e as calhetas da Barra e de Santa Cruz ofereciam e a relativa abundância de água nas lagunas ali existentes, além dos poços de maré que podiam ser escavados naqueles locais. Nasciam assim os povoados que viriam a ser as actuais vilas de Santa Cruz da Graciosa e Praia.
Embora Vasco Gil Sodré tenha diligenciado no sentido de obter o cargo de capitão do donatário na ilha, e de ter mesmo construído uma alfândega, diligências em que foi sucedido por seu cunhado Duarte Barreto do Couto, apenas logrou, e mesmo isso não é seguro, governar a parte sul da ilha, estruturada em torno do que viria a ser a vila da Praia.
A capitania da parte norte da ilha, sita em terras bem mais férteis e amplas, foi entregue a Pedro Correia da Cunha, natural da ilha do Porto Santo e co-cunhado de Cristóvão Colombo que, a partir de 1485, logrou obter ao cargo de capitão do donatário em toda a ilha, unificando a administração. Fixando-se com a família em Santa Cruz, tal levou a que este povoado suplantasse a Praia como sede do poder administrativo na ilha. Logo no ano seguinte, Santa Cruz foi elevada a vila e sede de concelho, abrangendo todo o território da ilha e, com ele, as duas paróquias então existentes: Santa Cruz e São Mateus da Praia.
Esta fase em que o concelho de Santa Cruz da Graciosa abrangia toda a ilha terminou quando a cabeça da outra primitiva capitania, o lugar de São Mateus da Praia, foi também elevado a vila por foral concedido por Carta Régia do rei D. João III, datado de 1 de Abril de 1546. Ficou assim a ilha dividida em dois concelhos: a sul o eixo Praia e Luz (tornada freguesia autónoma em 1601); a norte o eixo Santa Cruz e Guadalupe (freguesia autónoma desde 1644).
A estrutura administrativa bicéfala da ilha sobreviveu até ao século XIX, quando por força da reestruturação administrativa que se seguiu à aprovação do segundo código administrativo do liberalismo, o concelho da Praia foi extinto em 1855, sendo o seu território integrado no concelho de Santa Cruz da Graciosa. Embora o decreto de extinção tenha apenas sido executado em 1867, com o fim do concelho, a Praia perdeu a categoria de vila, estatuto que só recuperaria em 2003, por força do Decreto Legislativo Regional n.º 29/2003/A, de 24 de Junho, aprovado pelo parlamento açoriano.
Pode-se assim dividir a história do concelho de Santa Cruz nas seguintes fases:
- 1450-1486 — Fase de povoamento inicial, sem estruturas municipais definidas, com o poder apenas nas mãos dos capitães do donatário;
- 1486-1546 — O concelho de Santa Cruz abrangia toda a ilha, coincidindo em território e sede com a capitania.
- 1546-1867 — O concelho de Santa Cruz fica restrito ao norte da ilha, abrangendo apenas as freguesias de Santa Cruz e Guadalupe. O sul da ilha constituía o concelho da Praia da Graciosa.
- 1867– .... — O concelho de Santa Cruz absorve o território do extinto concelho da Praia da Graciosa, passando a abranger toda a ilha.

Em 1791 Santa Cruz foi visitada pelo escritor francês François-René de Chateaubriand, que ali aportou aquando da sua passagem em direcção à América do Norte e esteve hospedado no convento franciscano de Santa Cruz, e que depois descreveu a ilha com mestria na sua obra.
Outro visitante célebre foi Almeida Garrett, que esteve em Santa Cruz em 1814, quando com apenas 15 anos visitou um seu tio que era juiz de fora em Santa Cruz. Reza a tradição que terá pregado um sermão na ilha, em óbvia contravenção da lei, e que ali terá escrito versos já reveladores do seu talento de poeta.
Também em 1879 a ilha foi visitada pelo príncipe Alberto I do Mónaco, que no decurso dos seus trabalhos de hidrografia e estudo da vida marinha, aportou à Graciosa no seu iate Hirondelle. Durante a sua permanência na ilha, desceu à Furna do Enxofre, no interior da Caldeira, tendo sido uma das primeiras vozes que se levantaram na defesa da criação de um acesso adequado que permitisse potenciar aquele local como atracção turística.
Ao longo da sua história a ilha foi por diversas vezes assolada por secas avassaladores, que provocaram grande sofrimento, incluindo, segundo alguns historiadores a morte de muitos habitantes. Já no século XIX, e por iniciativa de José Silvestre Ribeiro, então administrador geral do distrito de Angra do Heroísmo, procedeu-se ao envio por navio de água a partir da Terceira para combater a sede que ali grassava. De facto, no Verão de 1844 ocorreu uma seca que para além de afectar gravemente as produções agrícolas pôs em risco a sobrevivência de pessoas e animais. José Silvestre Ribeiro proveu a ilha prontamente com 90 pipas de água e mandou abrir poços e valas. Na noite de 20 de Agosto uma forte chuvada veio aliviar a crise.
Devido à emigração para os Estados Unidos durante as décadas de 1950, 1960 e 1970, e à migração interna que ainda afecta a ilha, o concelho de Santa Cruz da Graciosa entrou num rápido processo de recessão demográfica que na actualidade condiciona em muito a sustentabilidade sócio-económica da sociedade graciosense.

## Freguesias
Para efeitos administrativos, o município encontra-se dividido nas seguintes 4 freguesias:
- Guadalupe, criada em 1644, uma freguesia de bons solos agrícolas sita no centro e noroeste da ilha, durante alguns séculos a localidade mais populosa da ilha;
- Luz, também conhecida por Sul, uma freguesia criada em 1601, no sueste da ilha, incluindo o lugar do Carapacho e as suas Termas;
- São Mateus, também conhecida por Praia, uma localidade portuária que inclui a vila da Praia, sede entre 1546 e 1867 do concelho da Praia da Graciosa;
- Santa Cruz da Graciosa, a sede do concelho e hoje a mais populosa povoação da ilha.

## Evolução da População
| Número de habitantes                  | Número de habitantes | Número de habitantes | Número de habitantes | Número de habitantes | Número de habitantes | Número de habitantes | Número de habitantes | Número de habitantes | Número de habitantes | Número de habitantes | Número de habitantes | Número de habitantes | Número de habitantes | Número de habitantes | Número de habitantes |
| ------------------------------------- | -------------------- | -------------------- | -------------------- | -------------------- | -------------------- | -------------------- | -------------------- | -------------------- | -------------------- | -------------------- | -------------------- | -------------------- | -------------------- | -------------------- | -------------------- |
| 1864                                  | 1878                 | 1890                 | 1900                 | 1911                 | 1920                 | 1930                 | 1940                 | 1950                 | 1960                 | 1970                 | 1981                 | 1991                 | 2001                 | 2011                 | 2021                 |
| 8718                                  | 8445                 | 8440                 | 8359                 | 7603                 | 7477                 | 8470                 | 9193                 | 9517                 | 8669                 | 7180                 | 5377                 | 5189                 | 4780                 | 4391                 | 4090                 |
| Número de habitantes por Grupo Etário |                      |                      |                      |                      |                      |                      |                      |                      |                      |                      |                      |                      |                      |                      |                      |
|                                       |                      |                      | 1900                 | 1911                 | 1920                 | 1930                 | 1940                 | 1950                 | 1960                 | 1970                 | 1981                 | 1991                 | 2001                 | 2011                 | 2021                 |
| 0-14 Anos                             | 0-14 Anos            | 0-14 Anos            | 2778                 | 2652                 | 2287                 | 2484                 | 2911                 | 2562                 | 2370                 | 1730                 | s/ dados             | 1066                 | 816                  | 650                  | 591                  |
| 15-24 Anos                            | 15-24 Anos           | 15-24 Anos           | 1172                 | 1023                 | 1305                 | 1541                 | 1462                 | 1753                 | 1247                 | 1130                 | s/ dados             | 667                  | 676                  | 539                  | 424                  |
| 25-64 Anos                            | 25-64 Anos           | 25-64 Anos           | 3365                 | 3050                 | 2938                 | 3481                 | 3828                 | 4372                 | 4271                 | 3365                 | s/ dados             | 2409                 | 2274                 | 2324                 | 2185                 |
| = ou > 65 Anos                        | = ou > 65 Anos       | = ou > 65 Anos       | 1054                 | 1027                 | 863                  | 781                  | 753                  | 835                  | 781                  | 955                  | s/ dados             | 1047                 | 1014                 | 878                  | 890                  |

De   1900 a 1950 os dados referem-se à população "de facto", ou seja, que estava presente no concelho à data em que os censosrseealizaram. Daí que se registem algumas diferenças relativamente à designada população residente

## Povoamento e demografia

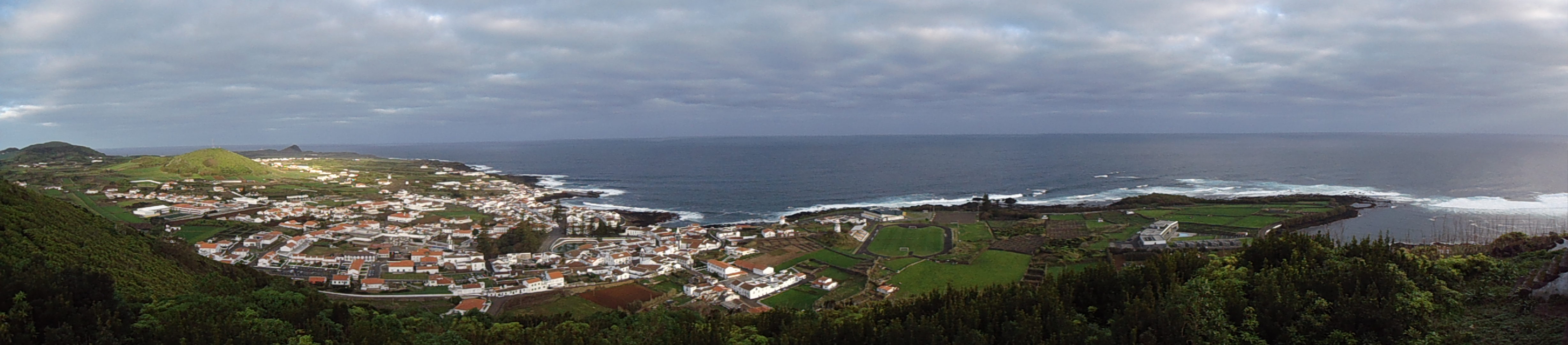
Santa Cruz da Graciosa: panorâmica a partir do alto da Ermida de N. Sra. da Ajuda.

O concelho de Santa Cruz, tal como acontece com a generalidade do território açoriano, tem uma estrutura de povoamento que, apesar da sua dispersão aparente, é fortemente condicionada pela rede viária. Este povoamento disperso orientado, típico da zonas de colonização recente, como são as ilhas, levou a que a estruturação urbana da Graciosa se tenha produzido ao longo de grandes eixos, correspondentes aos vales da ilha, e, por consequência, às estradas que ao seu longo afluem às duas vilas da ilha. Assim surgiram os seguintes eixos: (1) ao longo da vale que separa o maciço da Caldeira do resto da ilha, entre a vila da Praia e o Carapacho, a Fonte do Mato, as Pedras Brancas e a Luz; (2) em torno da Serra das Fontes, o eixo que saindo de Santa Cruz por Santo Amaro, inclui as Fontes e Guadalupe, dividindo-se aí num ramo que pelo Pontal via até às Pedras Brancas e noutro que inclui as Almas, Manuel Gaspar, Ribeirinha e Brasileira; (3) um eixo que saindo de Santa Cruz pelo Rebentão, contorna o Pico da Hortelã, indo até à Vitória no noroeste da ilha; e (4), finalmente, um eixo que pelas Dores vai até ao Bom Jesus e ao litoral da Vitória, numa paisagem muito aplanada e de povoamento muito disperso, bastante diferente do resto da ilha. Estes quatro grandes eixos incluem mais de 80% da população da ilha, deixando de fora apenas alguns povoados marginais, em geral satélites das vilas.
A evolução demográfica do concelho, e por consequência da ilha Graciosa, foi a seguinte:
| Evolução da população do concelho de Santa Cruz da Graciosa | Evolução da população do concelho de Santa Cruz da Graciosa | Evolução da população do concelho de Santa Cruz da Graciosa | Evolução da população do concelho de Santa Cruz da Graciosa | Evolução da população do concelho de Santa Cruz da Graciosa | Evolução da população do concelho de Santa Cruz da Graciosa | Evolução da população do concelho de Santa Cruz da Graciosa | Evolução da população do concelho de Santa Cruz da Graciosa | Evolução da população do concelho de Santa Cruz da Graciosa | Evolução da população do concelho de Santa Cruz da Graciosa | Evolução da população do concelho de Santa Cruz da Graciosa | Evolução da população do concelho de Santa Cruz da Graciosa | Evolução da população do concelho de Santa Cruz da Graciosa | Evolução da população do concelho de Santa Cruz da Graciosa | Evolução da população do concelho de Santa Cruz da Graciosa | Evolução da população do concelho de Santa Cruz da Graciosa | Evolução da população do concelho de Santa Cruz da Graciosa | Evolução da população do concelho de Santa Cruz da Graciosa |
|                                                             | 1844                                                        | 1864                                                        | 1878                                                        | 1890                                                        | 1900                                                        | 1911                                                        | 1920                                                        | 1930                                                        | 1940                                                        | 1950                                                        | 1960                                                        | 1970                                                        | 1981                                                        | 1991                                                        | 2001                                                        | 2011                                                        | 2021                                                        |
| ----------------------------------------------------------- | ----------------------------------------------------------- | ----------------------------------------------------------- | ----------------------------------------------------------- | ----------------------------------------------------------- | ----------------------------------------------------------- | ----------------------------------------------------------- | ----------------------------------------------------------- | ----------------------------------------------------------- | ----------------------------------------------------------- | ----------------------------------------------------------- | ----------------------------------------------------------- | ----------------------------------------------------------- | ----------------------------------------------------------- | ----------------------------------------------------------- | ----------------------------------------------------------- | ----------------------------------------------------------- | ----------------------------------------------------------- |
| Guadalupe                                                   | 3 032                                                       | 2 690                                                       | 2 616                                                       | 2 676                                                       | 2 718                                                       | 2 485                                                       | 2 479                                                       | 2 732                                                       | 3 087                                                       | 3 223                                                       | 3 013                                                       | 2 562                                                       | 1 736                                                       | 1 554                                                       | 1 306                                                       | 1 096                                                       | 989                                                         |
| Luz                                                         | 1 797                                                       | 1 746                                                       | 1 812                                                       | 1 803                                                       | 1 905                                                       | 1 819                                                       | 1 830                                                       | 2 052                                                       | 2 248                                                       | 2 277                                                       | 2 005                                                       | 1 535                                                       | 1 000                                                       | 887                                                         | 735                                                         | 683                                                         | 632                                                         |
| São Mateus                                                  | 2 020                                                       | 1 849                                                       | 1 709                                                       | 1 732                                                       | 1 588                                                       | 1 374                                                       | 1 301                                                       | 1 448                                                       | 1 580                                                       | 1 634                                                       | 1 547                                                       | 1 320                                                       | 1 034                                                       | 965                                                         | 901                                                         | 836                                                         | 734                                                         |
| Santa Cruz                                                  | 2 808                                                       | 2 433                                                       | 2 308                                                       | 2 229                                                       | 2 148                                                       | 1 925                                                       | 1 867                                                       | 2 238                                                       | 2 278                                                       | 2 383                                                       | 2 104                                                       | 1 955                                                       | 1 607                                                       | 1 783                                                       | 1 838                                                       | 1 776                                                       | 1 740                                                       |
| Total                                                       | 9 657                                                       | 8 718                                                       | 8 445                                                       | 8 440                                                       | 8 359                                                       | 7 603                                                       | 7 477                                                       | 8 470                                                       | 9 191                                                       | 9 617                                                       | 8 669                                                       | 7 420                                                       | 5 377                                                       | 5 189                                                       | 4 780                                                       | 4 391                                                       | 4 095                                                       |

Fonte: DREPA (Aspectos demográficos - Açores 1978) e Serviço Regional de Estatística dos Açores (SREA).
Ao longo dos últimos dois séculos a população da Graciosa, e por consequência do actual concelho de Santa Cruz, apresenta períodos distintos:
- 1800-1920 — Durante este período a população decresceu paulatinamente, passando dos mais de 9 500 habitantes de 1844 até menos de 7 500 em 1920, resultado da pobreza que se instalara na ilha devido à devastação da vinha pela filoxera, o que levou a uma forte corrente migratória para o Brasil, bem documentada nos numerosos brasileiros de torna-viagem, alguns deles histórias de grande sucesso[12], e para os Estados Unidos, ligada à baleação da Nova Inglaterra. Estas correntes migratórias, particularmente a que se dirigia à América do Norte, eram na maior parte constituídas por jovens emigrantes clandestinos, resultado da política de restrição à emigração, e de verdadeiro cerco para o recrutamento militar, seguida durante todo o século XIX, mesmo quando a fome grassava devido à sobrepopulação da ilha. A taxa média de decréscimo da população neste período foi de apenas -0,34% ao ano, uma das mais baixas do arquipélago.
- 1920-1950 — A Primeira Guerra Mundial e depois a Grande Depressão da década de 1930, levam ao estancar das correntes migratórias, particularmente quando os Estados Unidos impuseram cotas que excluíam quase totalmente os cidadão portugueses, restrição que se prolonga durante a Segunda Guerra Mundial. Neste período há mesmo o regresso de algumas famílias da América do Norte, o que conjugado com o fim da emigração, leva a um rápido crescimento da população: em três décadas o número de graciosenses sobe dos 7 500 para mais de 9 500 em 1950, tendo ultrapassado em meados da década de 1950 os 10 000 residentes, número que se constitui o máximo histórico.
- 1950-1980 — As décadas de 1950 e 1960 foram um período de profunda crise económica e social na ilha (como aliás no resto do arquipélago), marcadas por uma crescente pobreza, a que se veio juntar o endurecimento do recrutamento militar, consequência do dealbar da Guerra Colonial. Estes dois factores, ligados à excessiva pressão demográfica, criaram uma situação de enorme desânimo, levando primeiro à partida em massa para a ilha Terceira, onde a construção da Base das Lajes criava oportunidades de emprego[13], e depois, graças à facilitação da emigração açoriana para os Estados Unidos em consequência do Kennedy-Pastore Act[14]. O resultado foi o declínio vertiginoso da população da ilha, com taxas de variação da ordem dos -1,70% ao ano (em média, -14,8% por década).
- 1980- .... — Durante este período a quebra demográfica continuou quase ao mesmo ritmo do período anterior, agora já não alimentada pela emigração, que quase cessou a partir de 1990, mas pela redução drástica da natalidade, resultado do envelhecimento causado pela emigração selectiva no período anterior e da extraordinária melhoria nos padrões de vida que entretanto ocorreu. Esta tendência para o declínio está a abrandar, sendo de esperar a estabilização da população em torno dos 4 000 habitantes nas próximas duas décadas.

## Cultura
- Casa Museu João Tomás Bettencourt
- Museu da Graciosa
- Museu da Vida Rural da Ilha Graciosa

## Personalidades
- Manuel Teles Pinto de Leão (Santa Cruz da Graciosa, 8 de agosto de 1873 — Ribeira Grande, 11 de janeiro de 1965), médico-cirurgião pela Escola Médico-Cirúrgica do Porto, 1901. Exerceu clínica na ilha das Flores e depois na ilha de São Miguel. É autor de uma tese pioneira sobre a fisiologia do ciclismo intitulada Exercício velocipedico : efeitos fisiologicos, contraindicações, aplicações terapeuticas e higiene: dissertação inaugural apresentada à escola Medico-Cirurgica do Porto (Exercício velocipédico efeitos physiologicos, contraindicações, applicações therapeuticas e hygiene, Porto : Of. do Comércio, 1901).

## Património edificado
- Forte do Corpo Santo
- Forte da Barra (Bateria da Barra)
- Forte de Santa Catarina
- Forte da Arrochela
- Forte do Carapacho
- Forte da Folga
- Forte de Nossa Senhora dos Remédios (Bateria de Nossa Senhora dos Remédios)

## Gastronomia
Santa Cruz da Graciosa é famosa pelas Aguardentes (Pedras Brancas), Vinhos (Vinho Verdelho e Arinto Pedras Brancas) e pela sua requintada Pastelaria: Queijadas da Graciosa, Pasteis de Arroz da Graciosa, Queijadas Ilha Branca, Queijadas de Feijão, Queijadas de Coco, Rochedos, Madalenas, Suspiros e Rosquilhas de Aguardente.